# Ogg
Ogg es un formato contenedor libre y abierto, desarrollado y mantenido por la Fundación Xiph.Org que no está restringido por las patentes de software, y está diseñado para proporcionar una difusión de flujo eficiente y manipulación de multimedios digitales de alta calidad.
El formato contenedor Ogg puede multiplexar varios flujos independientes para audio, vídeo, texto (como subtítulos) y metadatos. En el marco multimedia Ogg, Theora ofrece una capa de vídeo con pérdidas. La capa de audio es más comúnmente proporcionada por el formato Vorbis orientado a la música, pero otras opciones incluyen los códecs de compresión Opus, FLAC para audio sin pérdidas y OggPCM.
Antes del año 2007, la extensión de archivo .ogg fue utilizada para todos los archivos cuyo contenido usaba el formato contenedor Ogg. Desde ese año, la Fundación Xiph.Org recomienda que la extensión .ogg solo se utilice para los archivos de audio Ogg Vorbis. A su vez, esta organización decidió crear un nuevo conjunto de extensiones de archivo y tipos de medios para describir los diferentes tipos de contenido, como .oga para archivos de audio, .ogv para vídeo con o sin sonido (incluyendo Theora) y .ogx para multiplexado Ogg.
Debido a que el formato de Ogg es libre, varios códecs de Ogg se han incorporado en una serie de diferentes reproductores de medios libres y propietarios, así como reproductores de medios portátiles y receptores GPS de diferentes fabricantes.

## Historia
El proyecto Ogg Vorbis fue iniciado en 1993 por el programador Chris Montgomery, fundador y director técnico de la Fundación Xiph.Org, con unos intentos de programar un paquete de compresión de audio simple durante un fin de semana.
Como otros softwares libres, el ogg original fue desarrollado como prácticas en lenguajes informáticos relativamente poco conocidos por un programador durante su periodo creativo de aprendizaje. Ya que Christopher Montgomery no era remunerado por la empresa privada, se inició trabajando de forma autodidacta como parte de un proyecto personal que se hizo más grande en 1993 y que, originalmente, fue nombrado "Squish". El proyecto y el problema general de compresión de música se convirtió en una fascinación personal para Montgomery y Squish adquirió vida propia más allá de las porciones del proyecto de estudio digital de música del cual debía ser parte.
Unos pocos meses después de haber sido presentado el primer sitio web de Squish, Montgomery recibió una carta informándole que Squish era una marca registrada y un contribuyente sugirió el nombre "OggSquish" como un reemplazo. El nombre Ogg, usado posteriormente para designar al contenedor, proviene de una maniobra táctica del juego en línea Netrek.
Actualmente Ogg es el formato de archivo desarrollado a partir de ese trabajo temprano de compresión y es parte del proyecto multimedia más grande de la Fundación Xiph.Org. Hoy en día, "Squish" es conocido como Vorbis y ahora es un códec normalmente almacenado en el contenedor Ogg. La versión 1.0 fue lanzada el 29 de julio de 2002.

## Generalidades
Ogg es un formato usado preferentemente para contenido audiovisual. Se utiliza típicamente para almacenar datos en archivos para ordenadores y para transmitir flujos audiovisuales pero sirve en muchas otras formas. Ogg es un formato contenedor de estándar abierto, un archivo informático de código abierto y libre con características similares a otros contenedores, como Mp3 o ASF. El formato AAC a diferencia del formato .ogg, permite incluir legalmente la protección de los derechos de autor, como la protección anticopia. Por cada película o juego que sale a la venta, compatible con .ogg, sus responsables no han de pagar regalías ni derechos de autor a los desarrolladores del formato, ni están sometidos a limitaciones por copyright por lo cual se reducen los costes y los productos se pueden vender a un precio menor, además el usuario puede realizar sus propios archivos gratuitamente y de forma libre. Debido a ello y a la proliferación del intercambio digital de archivos peer-to-peer, cada vez es más conocido. Sus implementaciones se usan para la transmisión de flujos de datos o stream, audio, video, y texto (como subtítulos), y metadatos.
Ogg no es solo un códec de vídeo o de audio, sino que es un contenedor que comprende audio, video y subtítulos, y que permite reproducir el archivo tanto en computadores como en otros dispositivos con la suficiente potencia de procesamiento. Los archivos en este formato se encuentran desde hace mucho incorporados en los audiolibros del proyecto Gutenberg.
El formato .ogg tiene muchas ventajas técnicas, al ser más reciente, sus codecs han evolucionado técnicamente en su medio. La calidad de un archivo del tipo .ogg está relacionada con la compresión que se considere. Comparado con un archivo de audio en formato mp3 a 64 kbit/s, que ocupa 5,1 MB, un archivo .ogg  ocupa 7,5 MB, que es mayor en tamaño pero con la calidad de un archivo de audio en mp3 a 128 kbit/s que ocupa 10,2 MB. En los archivos de sonido, por ejemplo, el formato ogg ofrece una mayor compresión de los archivos, lo que reduce su tamaño, sin conllevar pérdidas de calidad, ya que emplea un sistema de compresión inteligente que elimina las partes no audibles para el oído humano y parte del ruido ambiente. Esto hace que se eliminen las distorsiones en las grabaciones antiguas. Ogg vorbis conserva mejor el sonido cuando no hay diferencia de tasas de bits, es decir que comparando un archivo de audio mp3 con un archivo ogg vorbis a idénticas velocidades de datos, el último ocupa menos espacio en disco y tiene la misma calidad de sonido. Esto tiene como resultado que los reproductores multimedia con circuitos integrados con potencia demasiado ajustada para reproducir mp3 de mayor calidad, pueden sin embargo reproducir más fácilmente los archivos ogg vorbis sin congelamientos ni retardos.
Como con la mayoría de formatos contenedores, Ogg encapsula datos no comprimidos y permite la interpolación de los datos de audio y de vídeo dentro de un solo formato conveniente. Ya que su uso está libre de patentes, varios códecs de Ogg han sido incluidos en muchos reproductores multimedia como VLC y mplayer, entre otros, existiendo incluso filtros para reproducir los códecs Ogg en prácticamente cualquier reproductor que soporte DirectShow, como Windows Media Player, BSplayer y Winamp.

## Detalles técnicos
| Request for comments                                                               |          |
| ---------------------------------------------------------------------------------- | -------- |
| \| Formato de encapsulación \| RFC 3533 \| \| MIME: application/ogg \| RFC 3534 \| |          |
| Formato de encapsulación                                                           | RFC 3533 |
| MIME: application/ogg                                                              | RFC 3534 |

Ogg es un contenedor orientado a la difusión de flujo multimedios, lo que significa que puede ser escrito y leído en un solo paso. Esta es la mayor diferencia en diseño sobre otros formatos contenedores basados en archivo. El flujo de bits para el formato Ogg está definido en el RFC 3533 y el tipo MIME recomendado para los archivos Ogg es application/ogg definido en el RFC 3534.

### Características del flujo de bits de Ogg
1. Orientado a la difusión de flujo multimedios, no se necesita intentar construir un flujo de bits 100% completo.
2. Usa aproximadamente de 1 a 2% del ancho de banda del flujo de bits, para la marca del límite del paquete, entramado de alto-nivel, sincronización y búsqueda.
3. Especificación de la posición absoluta dentro de la muestra del flujo original.
4. Mecanismo simple para una fácil corrección limitada, tal como un mecanismo simplificado de encadenamiento.
5. Detección de corrupción, acceso aleatorio a los datos en posiciones arbitrarias en el flujo de bits.

## Códecs
- Vorbis: Códec de audio con pérdida
- Opus: Códec de audio con pérdida (alternativo)
- Theora: Códec de vídeo basado en VP3
- FLAC: Códec de audio sin pérdida
- Speex: Códec de voz humana
- Icecast: Servidor de streaming